# Igor' Nikolaevič Rodionov
Igor' Nikolaevič Rodionov (in russo Игорь Николаевич Родионов?; Kurakino, 1º dicembre 1936 – Mosca, 19 dicembre 2014) è stato un generale e politico russo.

## Carriera militare
Rodionov prestò servizio come ufficiale dell'Armata Rossa in Germania, in Cecoslovacchia e nella Russia Orientale. Comandò un reggimento della 24ª Divisione fucilieri motorizzata (la cosiddetta "Divisione di ferro"), nel distretto militare dei Carpazi, dal 1970 al 1973. Successivamente venne assegnato alla 17ª Divisione fucilieri motorizzata, prima di tornare alla 24ª Divisione in qualità di comandante fra il 1975 e il 1978. Dal 1985 al 1986 comandò la 40ª Armata in Afghanistan.

## Carriera politica
Nel 1996, il presidente della Federazione Russa Boris Nikolaevič El'cin sostituì il proprio ministro della difesa con il generale Rodionov. Dal 1999 al 2014 è stato membro della Duma, per il partito Rodina, ed ha fatto parte della Commissione sulla sicurezza nazionale, presiedendo anche l'Unione degli appartenenti alle Forze Armate.